# Nobuhiro Shiba
Nobuhiro Shiba (født 18. april 1974) er en tidligere japansk fodboldspiller.
Han har spillet for flere forskellige klubber i sin karriere, herunder Oita Trinity og Albirex Niigata.